# Bodenhof

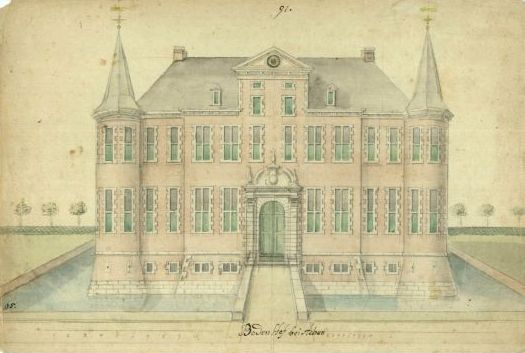
Bodenhof, Caspar Wolf 1780-1781

Bodenhof was een landgoed met landhuis ten zuiden van Aken aan de weg naar Eupen. Tot de zeventiende eeuw werd het landgoed ook wel Laboenhof genoemd. Het landgoed werd tijdens de Tweede Wereldoorlog door brand verwoest. Het enige dat vandaag de dag van het landhuis rest, is de voormalige hoofdpoort, enkele muurresten en een boogbrug. Deze overblijfselen zijn geregistreerd op de monumentenlijst van de stad Aken.

## Geschiedenis
De geschiedenis van het landgoed gaat terug tot de vijftiende eeuw, toen sprake was van een waterburcht, een leengoed van de proosdij van de Aken Marienstift. Het wordt voor het eerst genoemd in een document van 29 mei 1438, toen het eigendom was van Laurenz (Lenz) von Cronenburg (ook wel Cronenberg genoemd). Hij was waarschijnlijk de eerste ontvanger van dit nieuwe leengoed. Na zijn dood ging het kasteel Bodenhof over op zijn gelijknamige zoon, die het in 1545 aan zijn zoon Arnold naliet. Hij werd opgevolgd door zijn broer Simon (1548), gevolgd door een andere broer, Hermann von Cronenburg (1563). Uit diens huwelijk met Maria Wolff werd dochter Catharina geboren, die trouwde met de kopermeester Michael Amya, aan wie hij het landgoed in 1586 schonk. Het eigendom ging in 1629 via hun zoon Hermann over op hun kleinzoon Michiel. Hij was echter niet langer de enige eigenaar. Zijn tante Susanna, de zus van zijn vader, was getrouwd met Leonard Römer, die in 1629 ook een kwart van de nalatenschap kreeg. Pas na de dood van Daniel, zoon van Susanna en Leonard, in 1686, was de familie Amya opnieuw de enige eigenaar van het landgoed. Van 1655 tot 1657 hadden de toenmalige huurders de gebouwen van de oude waterburcht vervangen door een nieuw gebouw, waarvan de oostelijke vleugel een woongebouw was.

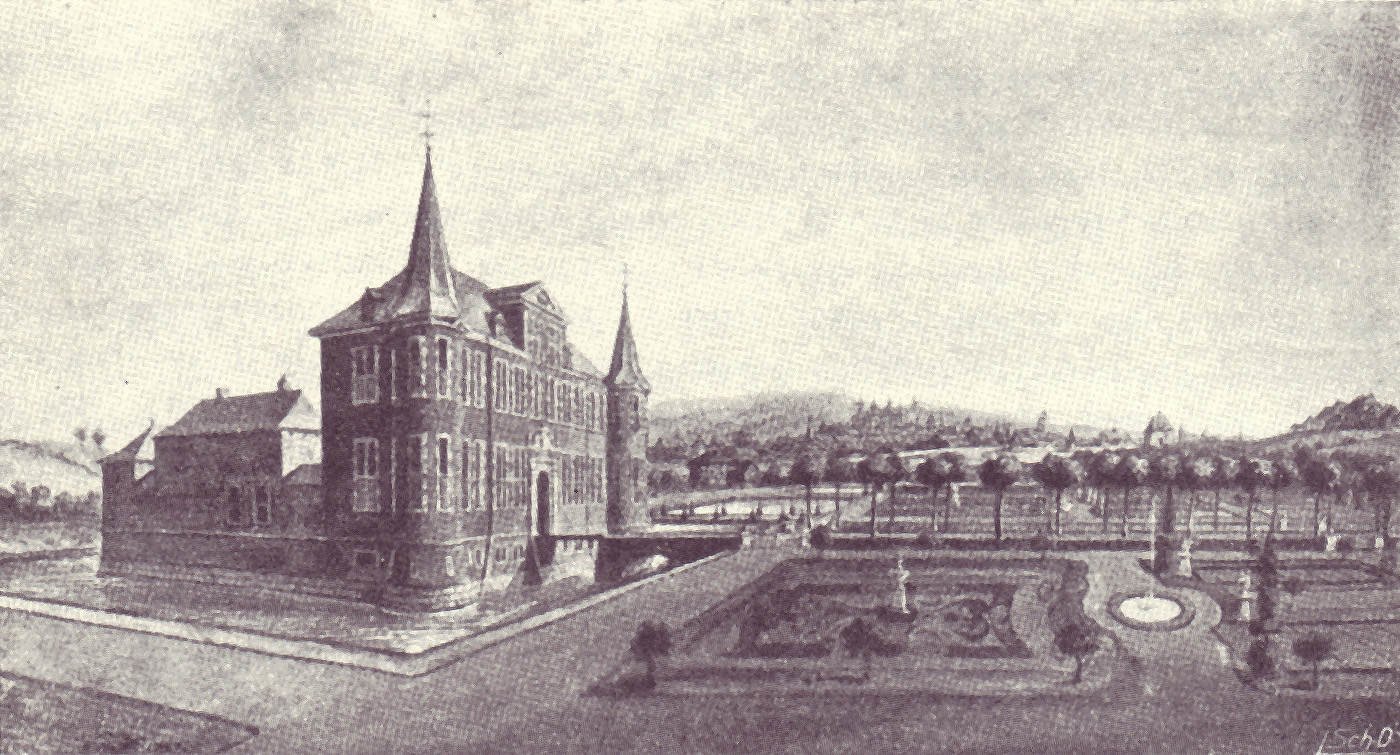
Bodenhof

Tegen het einde van de zeventiende eeuw woonde de familie Amya niet meer op het landgoed; zij waren verhuisd naar Nederland. Vanaf 1694 waren er soldaten van het keurvorstendom Brandenburg gelegerd. Ze versterkten het landhuis door de gracht uit te diepen en schietgaten te maken in de muren van de ronde hoektorens. Op dat moment was de in Amsterdam geboren en woonachtige Hermanus Amya, een neef van Michiel Amya, de eigenaar. Hij erfde het landgoed in 1676 van zijn vader Mattheus, een broer van Michiel. Toen Hermanus Amya in 1700 overleed, volgde zijn zoon Jacob hem op als eigenaar. Beiden voerden de titel Heer van den Bodenhof.
Na zijn dood in 1730 verkocht zijn weduwe Anna Susanna van Kretschmar het pand op 2 augustus 1732 aan Helena von Coutten, weduwe van de bankier Johann von Leyendecker. Haar erfgenamen verkochten het op 22 mei 1750 aan Franz Rudolf von Collenbach. Hij kreeg het pand toegewezen als allodium. Hij liet in 1750 voor zichzelf en zijn vrouw Maria Barbara Therese Chorus de linkerzijvleugel uitbreiden en er werden nieuwe utiliteitsgebouwen gebouwd. Op 13 januari 1804 verwierf de Akense naaldenfabrikant Karl Philipp Pastor het landgoed. Hij overleed daar slechts zes jaar later, in 1810. Op 18 november 1818 verkochten zijn erfgenamen het landgoed aan naaldenfabrikant Heinrich Nütten-Schillings, die een grote veranda liet toevoegen. Vanaf 1860 voerde de familie Nütten structurele wijzigingen door. De ophaalbrug werd verwijderd en de stenen brug die naar de poort leidde, werd met een boog naar het gebouw verlengd. Tegelijkertijd werd de gracht drooggelegd. De eigenaren van het woongebouw lieten de kruiskozijnen van de ramen verwijderen om meer licht in het gebouw te krijgen. Daarnaast werd de grote schuur aan de zuidzijde van het complex gesloopt.
Kleinzoon Heinrich Nütten (1854-1930) verkocht het landgoed enkele jaren voor zijn dood aan de joodse fabrikant Felix Meyer, die er tot 1939 heeft gewoond. Tijdens de Tweede Wereldoorlog werd het landgoed verwoest door een brand, veroorzaakt door het bombardement op Aken van 14 juli 1943. Toen Philips het terrein in de jaren vijftig kocht om er nieuwe gebouwen voor hun bedrijf te bouwen, stonden de verbrande ruïnes van het landhuis er nog. De tuinpui, die gedeeltelijk bewaard was gebleven, werd in de zomer van 1961 tot de hoogte van de sokkel afgebroken, om deze later als gevel voor een moderne nieuwbouw te kunnen gebruiken. Dat is echter nooit gebeurd. De boerderijgebouwen werden in 1962 afgebroken; alleen een bakstenen brug en een monumentale boog bleven over.
Philips verliet het terrein begin jaren negentig. Sinds 1993 is de campus Eupener Straße van de Hogeschool FH Aachen hier gevestigd.

## Beschrijving

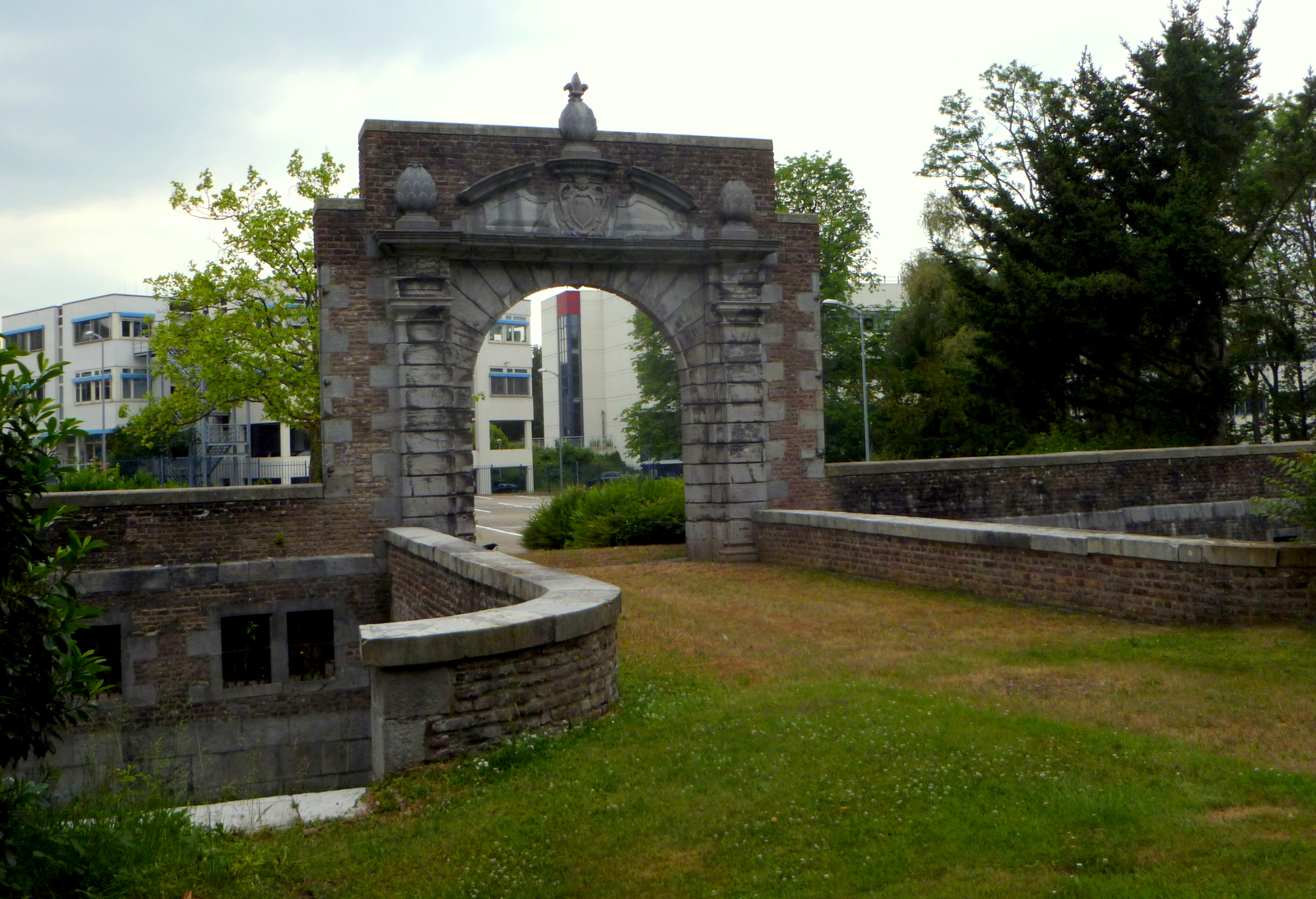
Hoofdpoort Bodenhof, met op de achtergrond een gebouw van de campus Eupener Straße van de Hogeschool FH Aachen

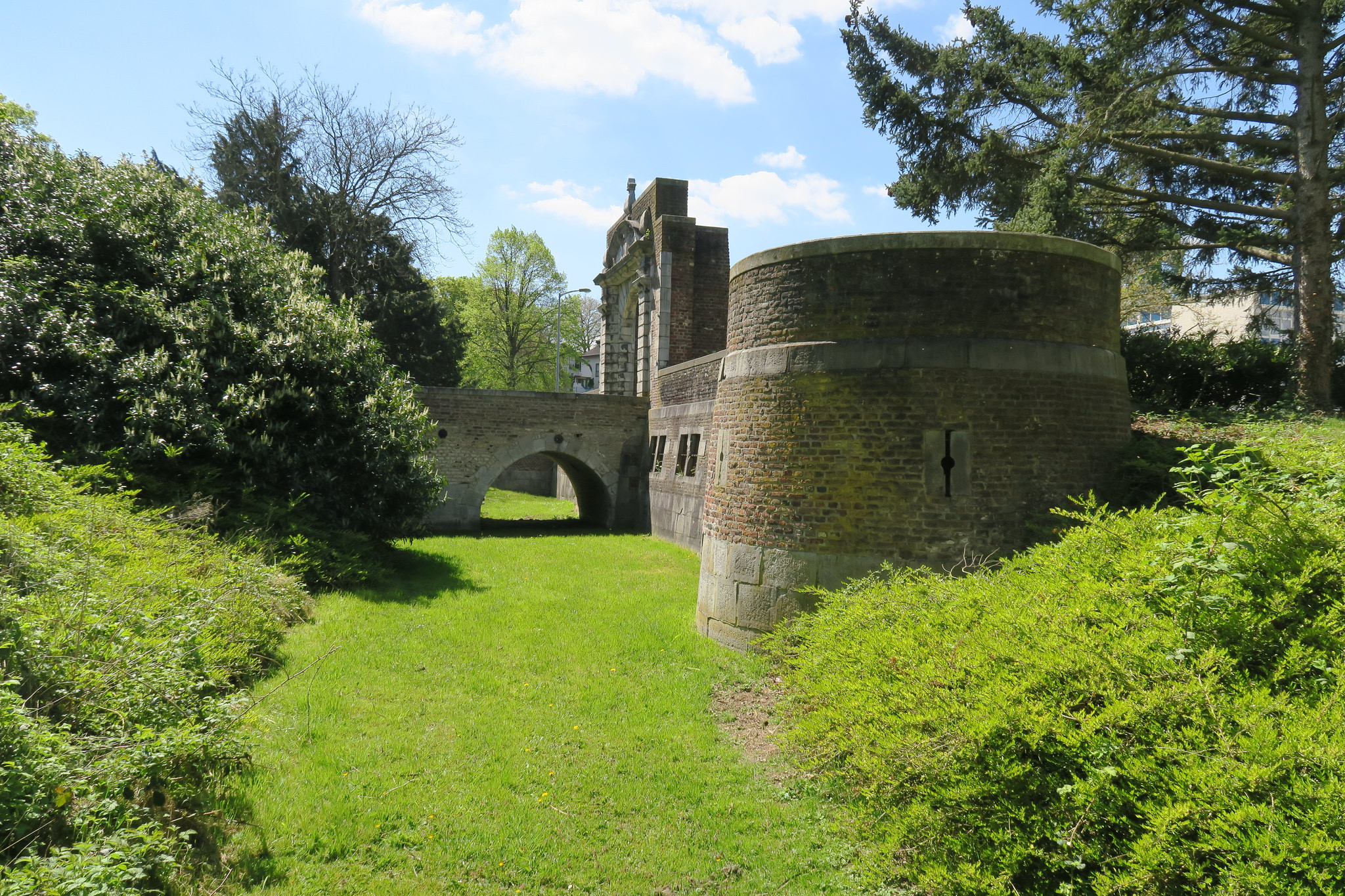
Poort en brug van Bodenhof

Het complex was viervleugelig en werd omgeven door een gracht. De vier vleugels van het gebouw, waarvan de oostelijke werd gevormd door het landhuis, omringden een binnenplaats. Aan de noordkant lag een vijver die bewaard is gebleven.
Het landhuis was een bakstenen gebouw van twee verdiepingen, waarvan de buitenkant aan het begin van de twintigste eeuw witgekalkt was. Het had een leien schilddak. De op het oosten gerichte, 36,3 meter brede gevel was door ramen in tien assen verdeeld en had een brede risaliet. Op de twee oostelijke hoeken stonden slanke ronde torens met gebogen, veelhoekige dakhelmen die waren bedekt met leisteen. Op de torenspitsen stonden windwijzers met het jaartal 1750. Op de begane grond van het landhuis werden de twee centrale assen ingenomen door een groot, gewelfd portaal van hardstenen blokken, waarvan de poortopening werd geflankeerd door pilasters aan beide kanten. 
Boven de geknikte kroonlijst steekt een dubbel gestraalde gevel uit, met een hartvormige cartouche. Hierop was tot 1750 het wapen van de familie Amya te zien. In de gevel hing een klok. Ten oosten van het landhuis lag een symmetrisch aangelegde baroktuin, die door de rechte toegangslaan in een noordelijk en een zuidelijk deel werd verdeeld. De oprit eindigde bij een brug met twee bogen die over de gracht naar de hoofdpoort leidde.
Ten westen van het landhuis lag een hoefijzervormig boerenerf uit 1750.